# Blunt, South Dakota
Blunt är en ort i Hughes County i South Dakota. Enligt 2020 års folkräkning hade Blunt 342 invånare.